# Stamnodes albiapicata
Stamnodes albiapicata là một loài bướm đêm trong họ Geometridae.